# Abbaye Florense
L'abbaye Florense ou abbaye de San Giovanni in Fiore est une abbaye située à San Giovanni in Fiore en Calabre en Italie.

## Histoire
L'origine de l'abbaye correspond au voyage de Joachim de Flore sur le plateau de Sila en Calabre en 1188.
Les fouilles archéologiques dans la localité de Iure Vetere, ont mis en évidence le premier édifice de Joachim, qui fut achevé en 1198. La construction de l'abbaye a été approuvée par la Constance de Hauteville après la visite de Joachim à la Cour de la reine à Palerme.
Après la mort de Joachim en 1202, le premier monastère et ses édifices ont été brûlés par un incendie en 1214 incitant les moines à abandonner le lieu de Iure Vetere en raison de sa situation climatique difficile. En 1215, un nouveau site proche du précèdent situé près de la vallée de la rivière Neto a été choisi. La nouvelle abbaye a été achevée en 1230 et a été modifiée au cours du temps dans différents styles, ajoutant un intérieur baroque à l'aspect d'origine romane.

## Bibliographie

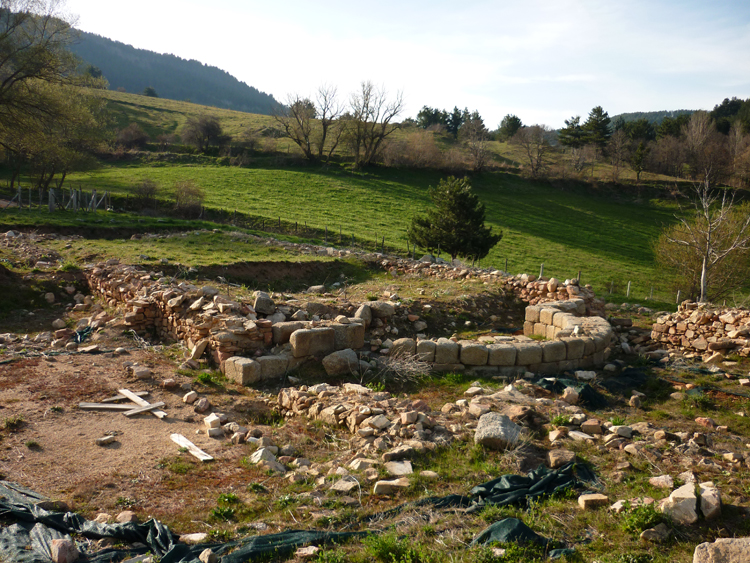
Fouilles archéologiques de Iure vetere
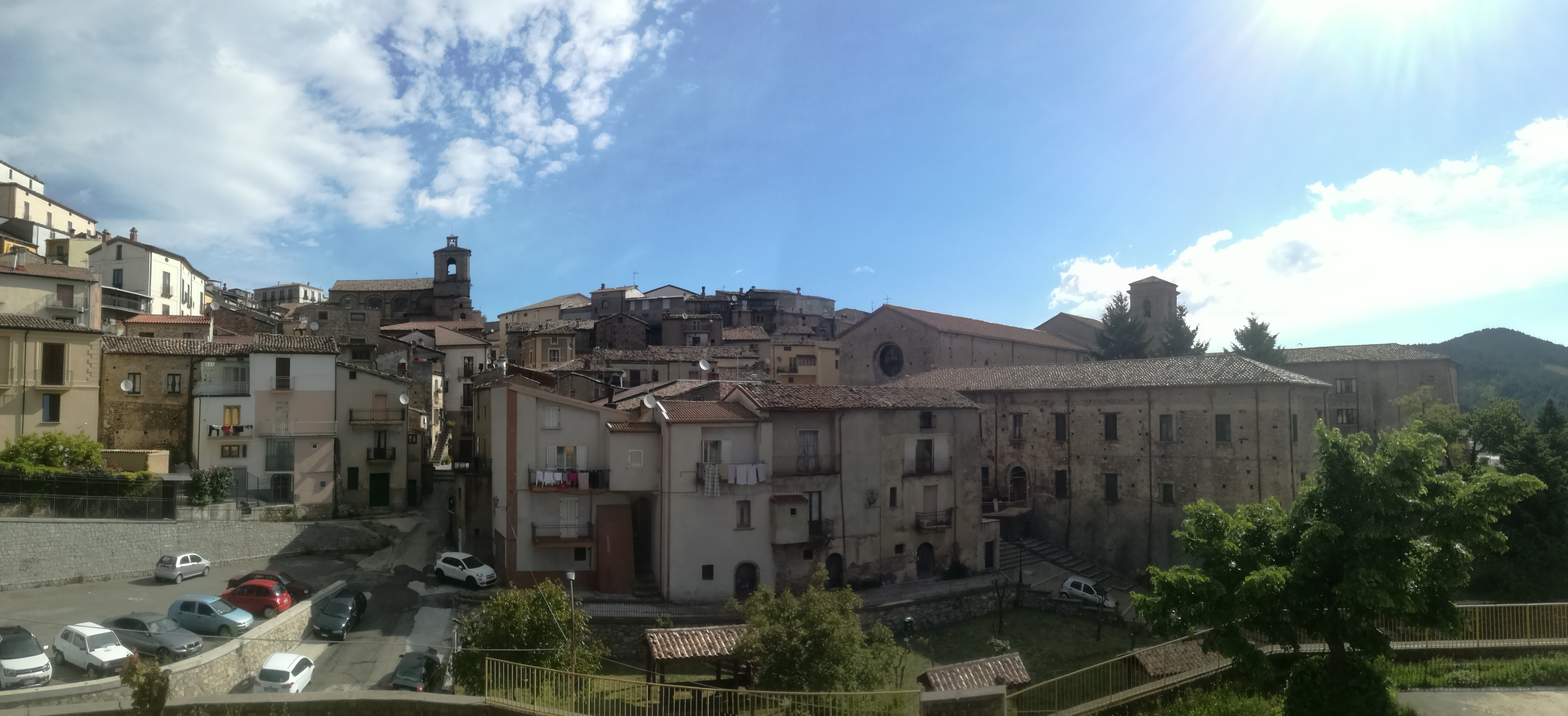
L'abbaye et le centre historique de san Giovanni in Fiore
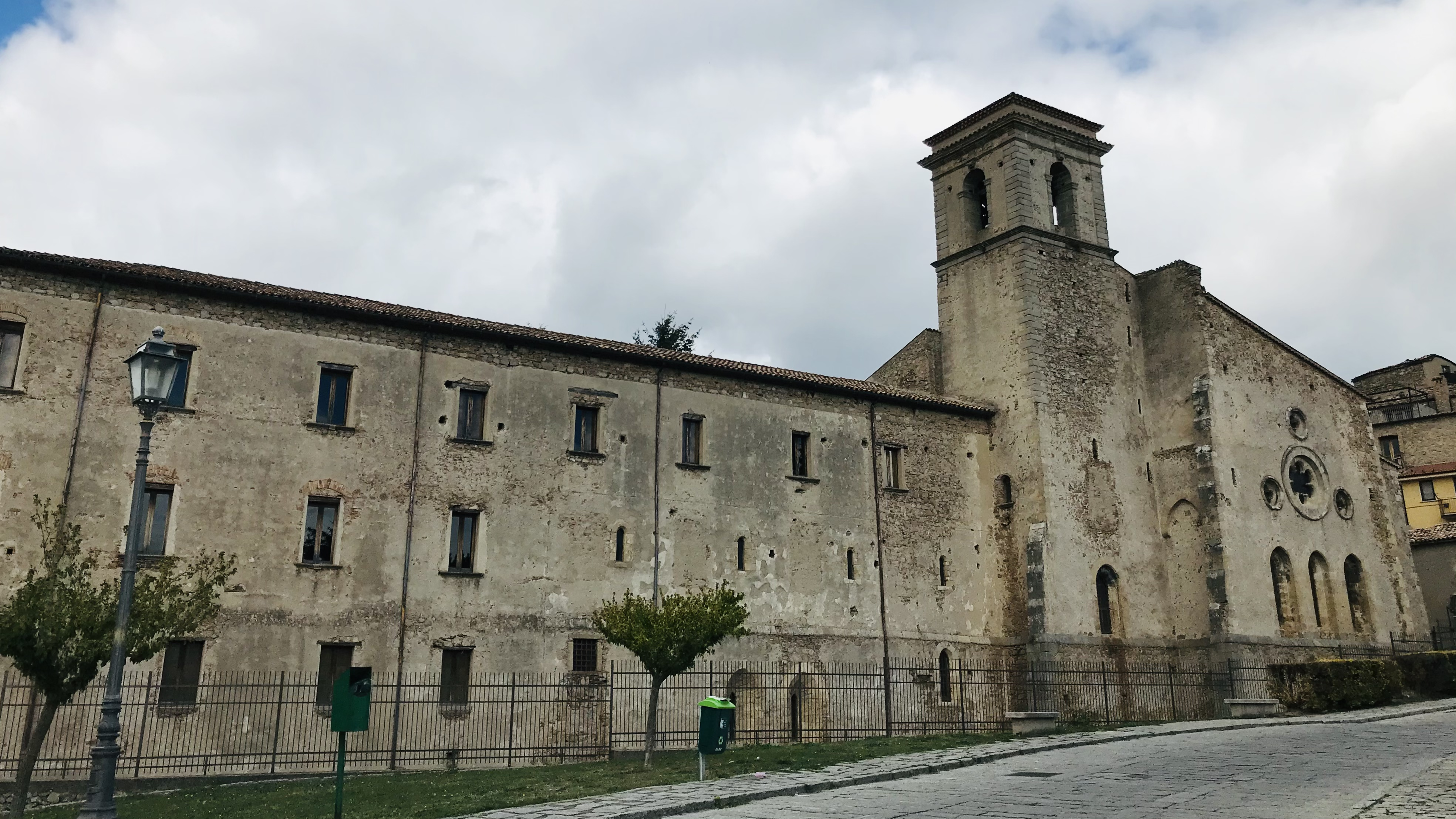
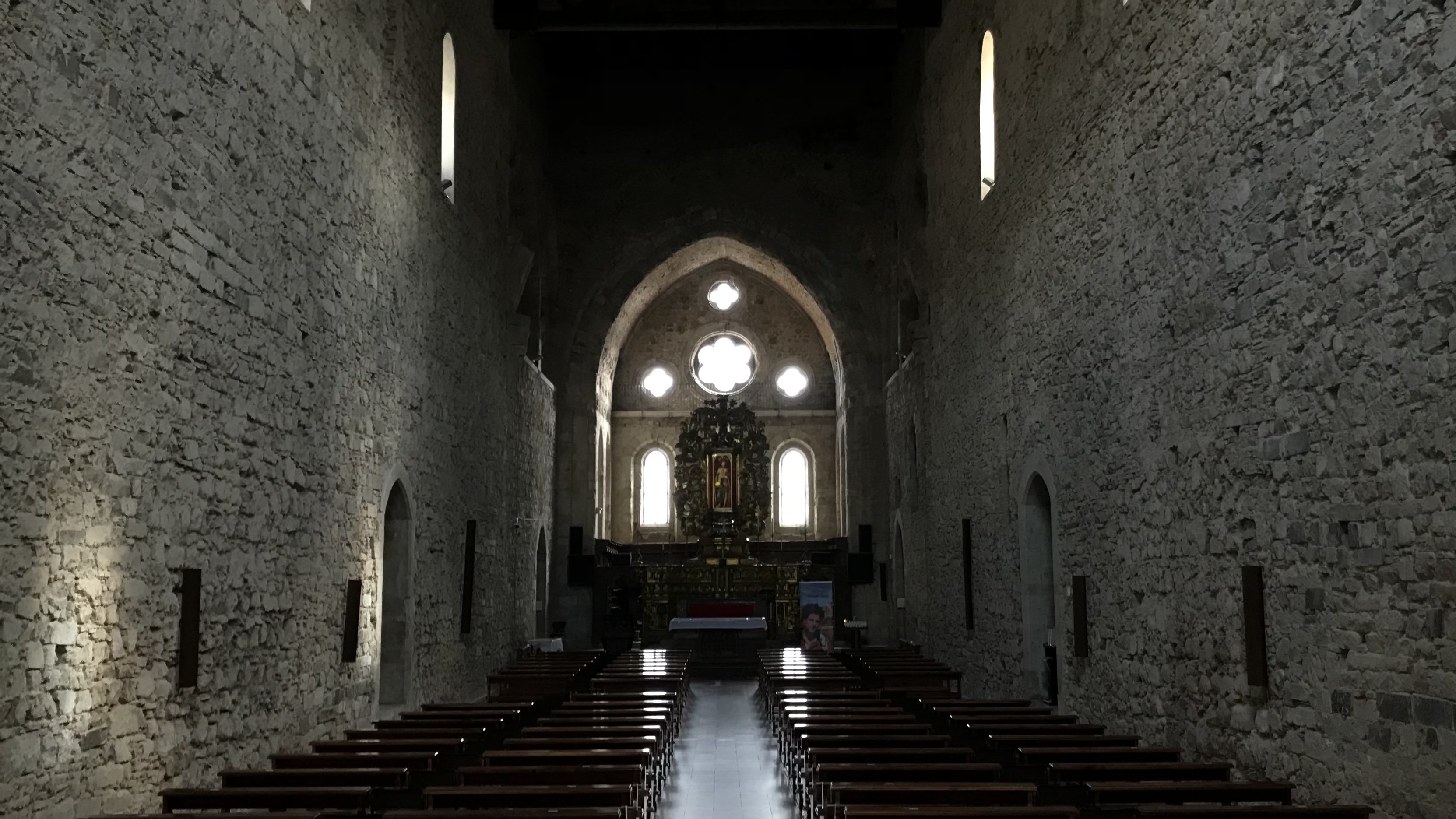
Entrée de l'abbaye avec l'autel en arrière-plan